# Site paléolithique de Roc-en-Pail
Le site paléolithique de Roc-en-Pail est un site préhistorique situé à Chalonnes-sur-Loire, dans le département français de Maine-et-Loire. Le site a notamment livré des vestiges lithiques moustériens et des restes fossiles de l'Homme de Néandertal.

## Historique
Le site paléolithique de Roc-en-Pail a été découvert par hasard en 1870 au cours de l’exploitation d’une carrière. Mais ce n'est que dans les années 1940-1950, puis en 1969, que de véritables fouilles furent entreprises sur le site, par Michel Gruet. De nouvelles fouilles ont été conduites de 2014 à 2018 par Sylvain Soriano et son équipe.

## Description
Roc-en-Pail est une ancienne cavité karstique comblée au fil du temps, puis mise au jour par l'exploitation industrielle du calcaire. La séquence archéologique s'étend sur près de cinq mètres d’épaisseur, avec de nombreux vestiges lithiques et fauniques sur différents niveaux. Les niveaux intermédiaires ont livré du Moustérien de type Quina et les niveaux plus récents du Moustérien à denticulés, ce qui rapproche Roc-en-Pail des sites comparables du Sud-Ouest de la France.

## Protection
Le site a été classé au titre des monuments historiques en 1978.